# جوان قادو
جوان قادو (بالكردية: Ciwan Qado) شاعر وكاتب كردي. قادو من مواليد القامشلي في شمال شرق سوريا 1980، مقيم في ألمانيا. أنهى مرحلة التعليم الثانوي في مدينة القامشلي ودرس علم النفس في كلية التربية في جامعة دمشق وتخرج منها عام 2009/2010.
هاجر إلى ألمانيا في ديسمبر 2010 ومقيم حاليا في مدينة أوبرهاوزن Oberhausen. درس في جامعة بوخوم/ ألمانيا قسم الترجمة.

## الكتابة في وقت جائحة كورونا
شعرت بمسحات من الجمال في تلك الفترة، فعدد البشر كان أقل من حولي، وهذا كان يبعث بعض البهجة في داخلي، لأنني لا أشعر برغبة كثيرة في الحديث مع الناس صباحاً، أو بعبارة أخرى لا أود سماع الصخب الصباحي ورؤية الوجوه الكثيرة. أحب أن أبدأ صباحي مع الطبيعة والهدوء.. في تلك الفترة وقبلها حتى، شعرت بسرور كبير من أصوات طيور الشحرور الجميلة في ألمانيا.

## الأعمال
1- (الأفاعي العمياء) شعر، طُبع سراً في دمشق عام 2003 باللغة الكردية.
2- (خلسة ً أنشدت في سري) شعر، طُبع سراً في دمشق عام 2008 باللغة الكردية.
3- (عينٌ تأخرت عن النوم) شعر، طبع في القامشلي سوريا دار هنار (Hinar) عام 2018.
4- (العصافير ألتهمت لساني) شعر، طبع في مدينة كوباني (عين العرب) سوريا من دار Ava باللغة الكردية عام 2020.
5- (لا تكترث أكمامي لأي شيء) شعر، طبع في دار Ava، مدينة كوباني سوريا باللغة الكردية عام 2022.
جوان قادو هو كاتب مقالات باللغة الكردية. يكتب في جريدة Xwebûn في ديار بكر، تركيا مقالات عن الأدب والسينما.
يعمل ككاتب ومحرر في جريدة Lew Werger ديار بكر، تركيا.
تُرجمت أغلب أعماله إلى اللغات التالية: الدنماركية، الإنكليزية، الفرنسية، الإسبانية، البرتغالية بالإضافة إلى اللغة العربية.